# Anastasia Rygalina
Anastasia Alekseïevna Rygalina (en russe : Анастасия Алексеевна Рыгалина), née le 31 janvier 1996 à Bogoroditsk, est une fondeuse russe. 

## Carrière
Elle prend part à des manches de la Coupe d'Europe de l'Est à partir de la saison 2011-2012, et rentre dans le top trente en 2015-2016, puis le top dix en 2018. Elle court sa première compétition mondiale aux Championnats du monde de rollerski en 2019, puis s'engage sur plusieurs courses de longue distance de Ski Classics et remporte une manche de la Coupe d'Europe de l'Est.
En ouverture de la saison 2021-2022, la Russe fait ses débuts en Coupe du monde à Ruka, prenant la 25e place sur la poursuite (10 kilomètres libre). Elle obtient ensuite une sélection pour le Tour de ski, qu'elle termine 25e en ramassant au passage une onzième place sur l'étape à Val di Fiemme (10 kilomètres libre). Rygalina figure alors aux Jeux olympiques de Pékin, courant le skiathlon, pour une huitième place, son premier top dix dans l'élite.

## Palmarès

### Jeux olympiques
| Épreuve / Édition | Sprint | Sprint                           | 10 km                            | 10 km     | Skiathlon 2 × 7,5 km | 30 km | Relais | Relais   |
| Épreuve / Édition | libre  | classique                        | libre                            | classique | Skiathlon 2 × 7,5 km | 30 km | Sprint | 4 × 5 km |
| Pékin 2022        | —      | Épreuve inexistante à cette date | Épreuve inexistante à cette date |           | 8e                   |       |        |          |

Légende :
- : pas d'épreuve
- — : non disputée par Rygalina

### Coupe du monde
- Meilleur résultat individuel : 11e.

#### Classements détaillés
| Saison / Épreuve | Saison / Épreuve | Général | Général | Distance | Distance | Sprint | Sprint | Tour de ski depuis 2007 | Finales depuis 2008 | Nordic Opening depuis 2011 |
| ---------------- | ---------------- | ------- | ------- | -------- | -------- | ------ | ------ | ----------------------- | ------------------- | -------------------------- |
| Saison / Épreuve | Saison / Épreuve | Class.  | Points  | Class.   | Points   | Class. | Points | Tour de ski depuis 2007 | Finales depuis 2008 | Nordic Opening depuis 2011 |
| 2022             | 2022             |         |         |          |          | -      | -      | 25e                     | -                   | -                          |

### Coupe d'Europe de l'Est
- 2 podiums, dont 1 victoire.